# ポデンコ・カナリオ
ポデンコ・カナリオ（英：Podenco Canario）は、スペインのカナリア諸島原産のサイトハウンド犬種である。単にカナリアと呼ばれることもあり、別名はカナリアン・ハウンド（英：Canarian Hound）、カナリアン・グレイハウンド（英：Canarian Greyhound）、カナリアン・ウォーレン・ハウンド（英：Canarian Warren Hound）。
同地原産のペロ・デ・プレサ・カナリオ（ドゴ・カナリオ）は別の犬種である。

## 歴史
紀元前5000年ごろにカナリア諸島に持ち込まれたエジプトの古代犬種、チズムの子孫の一つであると考えられている。他地域から隔離された環境の中ではぐくまれた犬種で、他の子孫犬種よりも、よりチズムに近いものの一つではないかともいわれている。
もとはイタチなどの土着の動物を狩る多目的なサイトハウンドであったが、16世紀に島に持ち込まれたノウサギが増えすぎてしまってからは、主にそれを狩るために用いられるようになった。
もとから希少な犬種で、FCIへ公認犬種として登録された後も頭数が劇的に変化するようなことは無かった。近年では血統の管理がより厳しく行われるようになり、島では個体管理のため、耳に無害な入れ墨でシリアルナンバーを入れておくことが義務化された。現在もカナリア諸島以外ではめったに見られない、とても珍しい犬種である。

## 特徴
スリムで引き締まった体つきをした犬である。サイトハウンド犬種のため、マズル、首、足、同、尾が長い。耳は長いろうそく耳で、尾は飾り毛の無い先細りで長いサーベル形の垂れ尾である。コートはスムースコートで、毛色はレッド・アンバー（赤琥珀色）からオレンジ系のもの、若しくはそれが入った毛色。目は小さく、瞳の色はブラウン（黒）若しくは琥珀色。体高は雄55〜64cm、雌53〜60cmで、体重は雌雄共に20〜25kgの大型犬。一人の主人にのみ忠誠を誓う忠実な性格で、自己犠牲の精神をもっている。主人のためであればどんな苦行・難事も乗り越えようとする意
志の強さも併せ持つ。しかし、あまり友好的ではなく、あくまで主人にのみ心を開く。同性の犬とはケンカを始めてしまうこともある。運動量はとても多く、室内ばかりで生活することを嫌う。しつけは主人以外からはほぼ受け付けないので、訓練の際ドッグトレーナーはこの点に注意する必要がある。